# 安杰洛·尼古列斯库
安杰洛·尼古列斯库（羅馬尼亞語：Angelo Niculescu，1921年10月1日—2015年6月20日），罗马尼亚足球运动员、教练，司职中场。他曾带领罗马尼亚国家队参加1970年国际足联世界杯，结果队伍止步小组赛阶段。